# Giuseppe Schirò
Giuseppe Schirò (Josif Zef Skiroi in albanese; Piana degli Albanesi, 1690 – Himara, 3 dicembre 1769) è stato un arcivescovo cattolico italiano di etnia albanese. Missionario in Albania, è stato arcivescovo titolare di Durazzo (1736 - 1769) per gli albanesi cattolici di rito bizantino.

## Biografia
Nato e formatosi inizialmente a Piana degli Albanesi, madre delle colonie albanesi di Sicilia, studiò presso il Pontificio collegio greco di Sant'Atanasio in Roma.
Non è nota la data dell'ordinazione presbiterale. Il 22 marzo 1736 papa Clemente XII lo nominò arcivescovo dei greco-cattolici albanesi. Il 15 aprile 1736 ricevette nella chiesa di Sant'Atanasio dei Greci la consacrazione episcopale dall'italo-albanese mons. Basilio Matranga, O.S.B.M.
Giuseppe Schirò divenne vicario apostolico in missione ad Himara, nell'Albania cento-meridionale, per avviare una rinascita culturale e spirituale albanese attraverso una delle prime scuole d'Albania. Nonostante l'opposizione dell'Impero ottomano, la scuola fondata da Onofrio Costantini e Giuseppe Schirò diede un primo impulso realistico per una visione indipendentista, intraprendendo un rinnovamento della cultura nazionale albanese.
Ha lasciato documenti scritti nella koiné (la propria lingua liturgica) e in albanese (sua lingua madre)
Recentemente, nel 2003, Bardhyl Demiraj e Musa Ahmeti hanno pubblicato cinque brevi testi in lingua albanese con un'importante riflessione sulla storia e sulla cultura arbëreshe, che portano la firma di Giuseppe Schirò.

## Genealogia episcopale e successione apostolica
La genealogia episcopale è:
- Arcivescovo Attanasio II
- Arcivescovo Onofrio Costantini
- Arcivescovo Filoteo Zassi, O.S.B.M.
- Arcivescovo Basilio Matranga, O.S.B.M.
- Arcivescovo Giuseppe Schirò, O.S.B.M.

La successione apostolica è:
- Vescovo Giacinto Archiopoli (1757)
- Arcivescovo Jason Junosza Smogorževsky (1758)